# Heiden
Heiden je obec ve švýcarském kantonu Appenzell Ausserrhoden. Nachází se ve severovýchodní části kantonu, asi 20 kilometrů severovýchodně od Herisau, v nadmořské výšce 802 metrů. Žije zde přibližně 4 200 obyvatel. 

## Geografie
Heiden leží v oblasti zvané Appenzeller Vorderland, sevřený mezi vrcholy Kaien, Bischofsberg a Freudenberg, asi 400 metrů nad Bodamským jezerem v nadmořské výšce okolo 800 metrů. Obec sousedí s obcemi Grub, Rehetobel, Wald a Wolfhalden, s obcí Oberegg v kantonu Appenzell Innerrhoden a s obcí Eggersriet v kantonu St. Gallen. U Kaienu pramení potok Gstaldenbach, který protéká obcí a pod ní vytváří hlubokou rokli. Nejnižší bod obce leží v nadmořské výšce 470 m u Engi na řece Gstaldenbach, nejvyšší bod nad Risi ve výšce 1030 m. Rozloha obce Heiden je 749 ha, z toho 138 ha je využíváno jako osídlená plocha a 379 ha jako zemědělská plocha, 231 ha jsou lesní porosty. Jako neproduktivní půda je klasifikován 1 ha.

## Historie

### Nejstarší historie

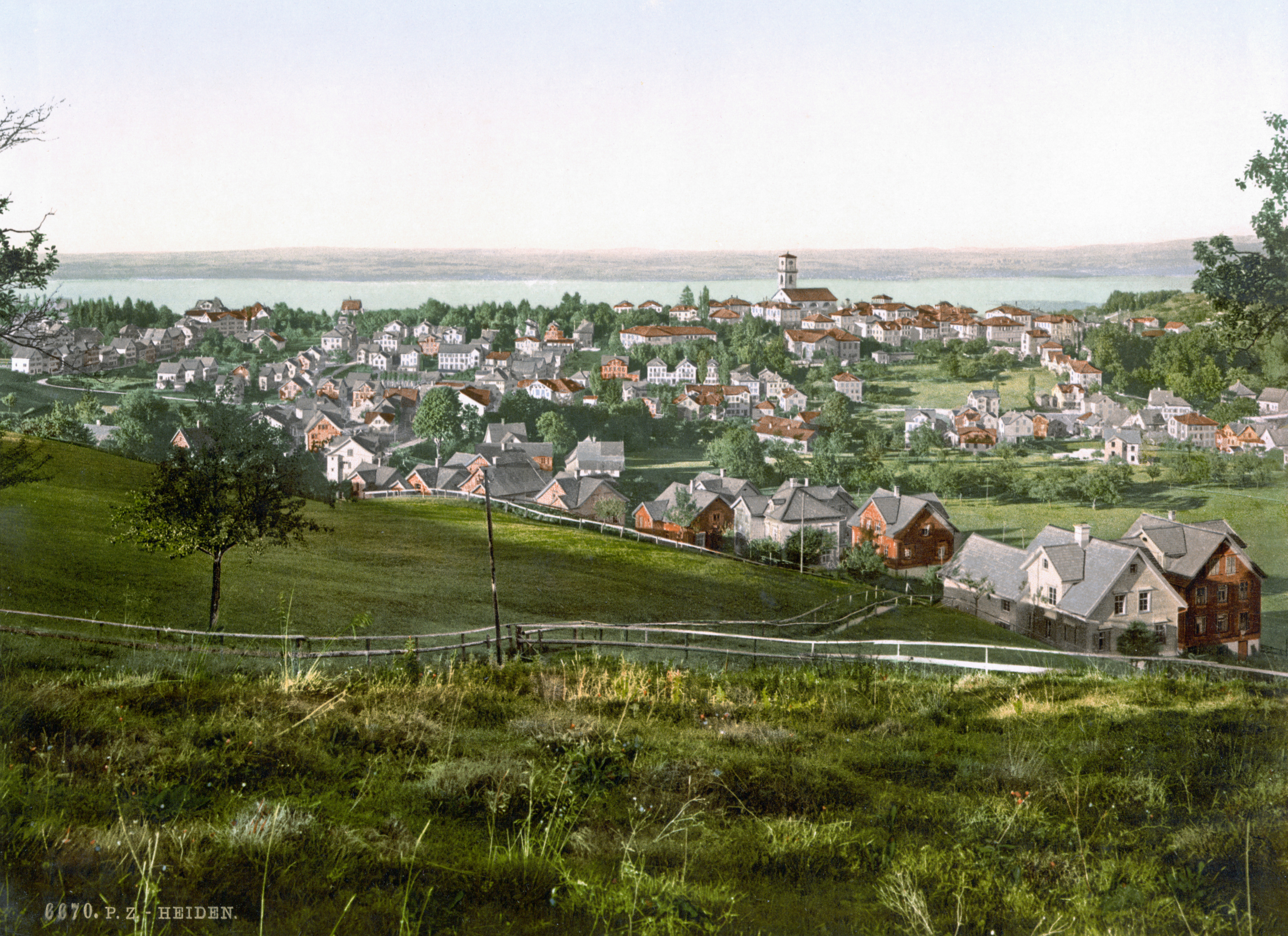
Heiden v roce 1900

Území dnešní obce Heiden bylo zrekultivováno ve 14. a 15. století. Název místa je poprvé zmíněn v roce 1461 v zájmové knize Heiliggeistspital St. Gallen (Hans Biſchoffberger git die ʒinß. Jtem ain guͦt genannt Haiden). Název místa je totožný s rodovým slovem Heide, znamená tedy „široké, otevřené pole“. Jelen ve znaku naznačuje, že šlo o lovecký revír - objevuje se i ve znacích dalších obcí v okolí Hirschbergu: Reute, Walzenhausen a Oberegg.
Až do 15. století patřilo území k biskupskému kostnickému dvoru Thal, který byl součástí rýnského hejtmanství. Ten využíval své zázemí na Kurzenbergu k chovu dobytka, zemědělství a ovocnářství. Biskupské panství připomínají místopisná jména Bissau (1404 Bischofouv) a Bischofsberg (1411 Bischoffberg), která se vyskytují v obci Heiden. Po appenzellských válkách (1401–1429) vytvořily dnešní obce Heiden, Wolfhalden a Lutzenberg společně obec Kurzenberg. Zůstaly však farníky Thalu a spolu s thalskou farností prošly v roce 1529 také reformací. Kvůli velké vzdálenosti ke kostelu měl být v 17. století na Kurzenbergu postaven kostel. O místo se rozpoutal ostrý spor a nakonec si Heiden a Wolfhalden postavily každý svůj vlastní kostel, oba byly vysvěceny v roce 1652. S právem volit si vlastní radní se Heiden stal v roce 1658 samostatnou obcí.

### Požár roku 1838

Letecký pohled (1927)

Kolem kostela postaveného na vrcholu kopce se postupně vytvořilo centrum obce, která se vyvinula v regionální centrum. V letech 1798–1803 byl Heiden hlavním městem okresu Wald v kantonu Säntis a v letech 1834–1877 sídlem malého zastupitelstva mimo Sitter. 7. září 1838 zničil požár obce, kterému napomohla silná bouře a vítr (tzv. Föhn), 129 budov včetně kostela v centru obce a severních částech obce. Během dvou hodin shořelo nespočet domů. Do Heidenu přijely hasit požár dokonce hasičské týmy z Lindau. Jediné budovy, které zůstaly stát, byly Harmonie (bývalá banka) a dům Schützenhaus. Stejně tak zůstal nedotčen archiv ve staré kostelní věži.
Přestože požár způsobil v obci šok, v zahraničí se projevila velká solidarita. Plány na systematickou rekonstrukci sahají až ke stavitelskému mistru Johannu Konradu Bischofbergerovi z Heidenu. Ulice byly vytyčeny v pravém úhlu a nové domy měly být postaveny v nehořlavém provedení. Během dvou let byla vesnice přestavěna v pravidelném klasicistně-biedermeierovském uspořádání. Nový kostel ve tvaru chrámu zřetelně odkazuje na římský a řecký sloh. Kolem kostelního náměstí byly postaveny veřejné budovy a hotel, které vytvářely jednotný reprezentativní soubor.

### Lázeňské město
V letech 1831/1832 otevřel Johannes Tobler v Heidenu minerální lázně, později nazvané „Badhof“. Bylo zde čtrnáct různých van s mírně sirnou vodou. Ta prý měla blahodárný vliv na revmatismus a kožní vyrážky. Po vzoru Trogenu a Gaisu se v Heidenu od roku 1848 rozvíjely také syrovátkové lázně. Prvním „zařízením na výrobu syrovátky a bylinné syrovátky“ byl „Freihof“. K syrovátkovým kúrám se používalo pouze kozí mléko. To se každé ráno sváželo z Alpsteinu do údolí. Hosté ho pili každou čtvrthodinu mezi šestou a devátou hodinou. V roce 1850 bylo postaveno druhé lázeňské zařízení. Byly zde teplé a studené sprchy i dešťové koupele. Heiden se rychle stal oblíbeným lázeňským a rekreačním střediskem.
Heiden, stejně jako ostatní obce v oblasti, byl a je znám především jako lázeňské místo. V letech 1847 až 1914 zažíval Heiden díky tomu svůj hospodářský rozkvět. Díky práci očního lékaře Albrechta von Graefeho a neurologa Heinricha Frenkela se Heiden stal po roce 1860 jedním z nejznámějších lázeňských středisek v Evropě. Od roku 1870 se turistický důraz přesunul na klimatickou léčbu. Mírně chladné podnebí Heidenu s teplými vlhkými proudy Bodamského jezera a horským vzduchem (s východními větry) bylo pro léčbu vhodné. Společnost Kurgesellschaft Heiden AG prosadila rozšíření infrastruktury, která zahrnovala lázeňský park, hudební pavilon a lázeňskou halu s restaurací, čítárnou a koncertním sálem. Turistický ruch podpořila také výstavba horské železnice z Rorschachu do Heidenu v roce 1875. K významným hostům patřili Karel I., poslední rakouský císař, a císař Fridrich III. Pruský.
V roce 1874 zahájila provoz Okresní nemocnice, později kantonální nemocnice v Heidenu. V letech 1887–1910 zde strávil poslední léta svého života Henri Dunant, zakladatel Mezinárodního červeného kříže.

### 20. století
Rozkvět lázní skončil s vypuknutím první světové války v roce 1914. V hotelech v Heidenu byli ubytováni internovaní z válčících zemí. Byla pro ně zřízena vzdělávací a zábavní zařízení. V meziválečném období se cestovní ruch opět oživil. Nyní zde bylo více prázdninových kolonií pro děti a penzionů pro jednodušší hosty. Během druhé světové války byly v obci ubytovány děti židovských uprchlíků. Mezi nimi byla i Karola Siegelová, která se později v USA proslavila jako sexuální terapeutka pod jménem Ruth Westheimerová. Po roce 1945 zažil Heiden renesanci jako lázeňské a rekreační středisko. V roce 1932 bylo postaveno moderní koupaliště a v roce 1957 nový Kursaal - dva svědkové soudobé architektury. Lyžařský klub založený v roce 1908 a jeho činnost, skokanský můstek na Kellenbergu otevřený v roce 1926 a výstavba lyžařského vleku z Bissau na Bischofsberg (1964) přispěly k zimní turistice, která však nikdy nedosáhla takového významu jako letní středisko.

## Obyvatelstvo

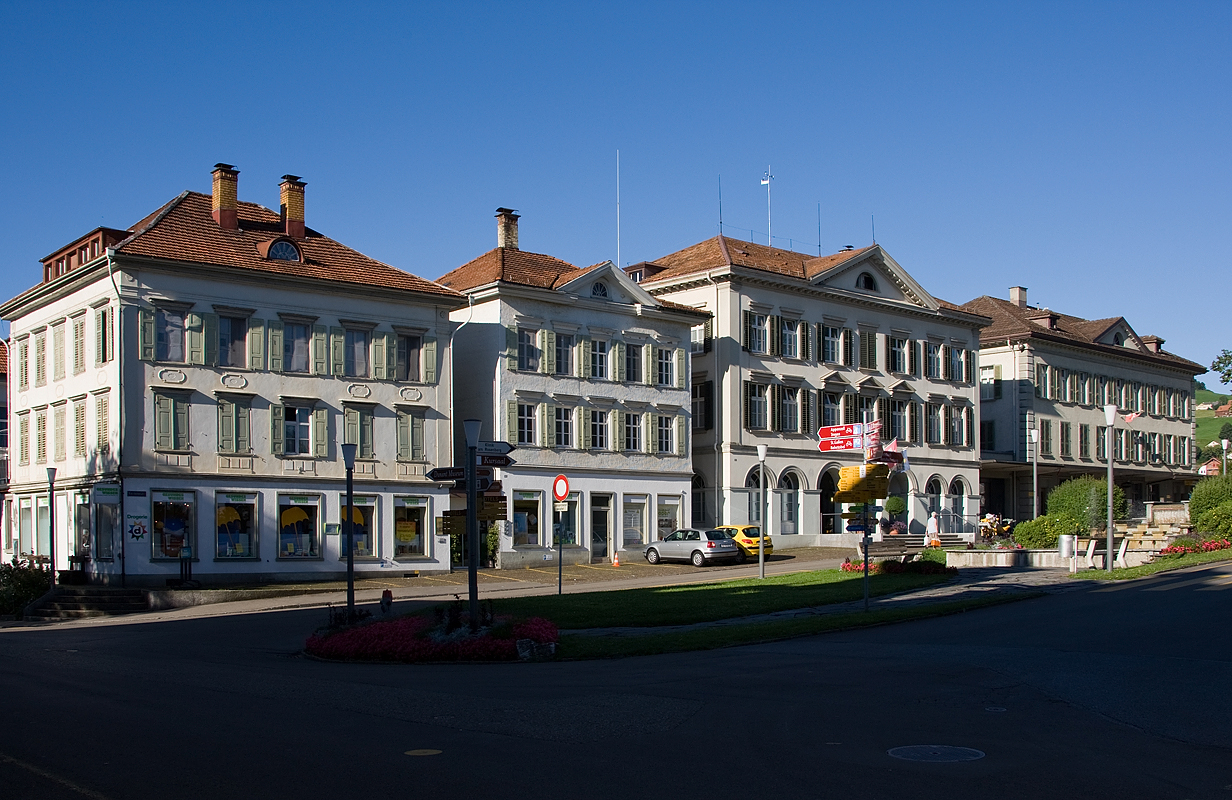
Centrum obce

| Rok            | 1850 | 1870 | 1888 | 1900 | 1920 | 1941 | 1960 | 1980 | 1990 | 2000 | 2010 | 2020 |
| Počet obyvatel | 2466 | 2948 | 3436 | 3745 | 3283 | 2904 | 3158 | 3620 | 3885 | 4063 | 3990 | 4212 |

## Hospodářství

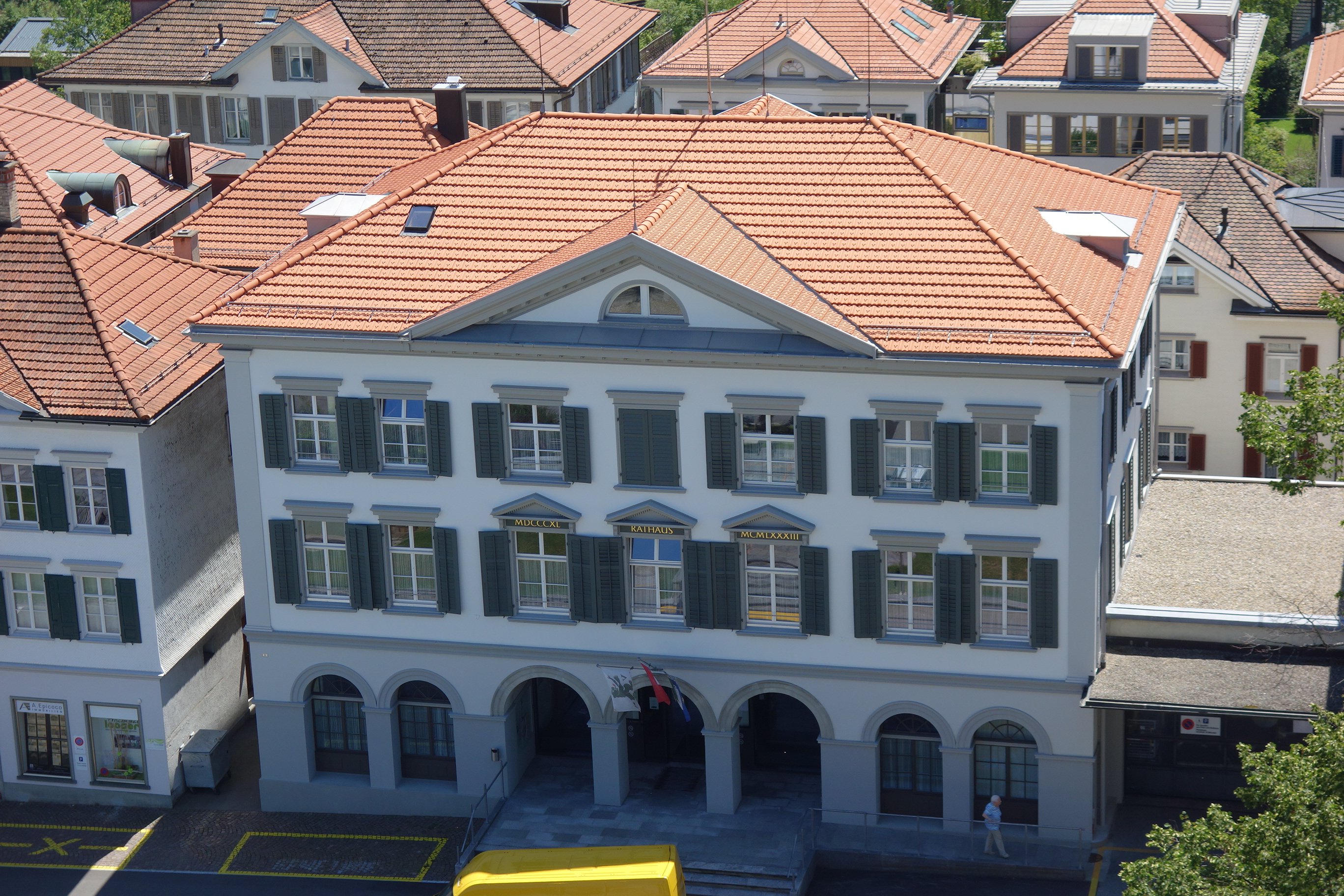
Radnice

K obecně rozšířenému potravinářství a mlékařství se v dolní části obce brzy přidalo vinařství, které později opět zaniklo. V minulosti se v obci pěstovaly také obiloviny. Ještě v roce 2020 pracovala v zemědělství a lesnictví 3 % zaměstnanců.
Velký význam má textilní průmysl. V roce 1850 pracovalo v textilním průmyslu 71 % pracovních sil. Škála podniků v textilním průmyslu je široká, od výroby příze přes tkaní až po vyšívání a pletení. Domácí práce v typických tkalcovských a vyšívačských dílnách se po roce 1920 stále více přesouvala do továren. Velký význam má tkaní hedvábných pytlovin. Pytlová plátna se používají ve mlýnech k prosévání mouky. Tkalci hedvábného pytlového plátna založili první sdružení již v roce 1872 a zorganizovali se tak do odborového svazu. V roce 1931 se několik továren na výrobu pytloviny spojilo a vznikla společnost Sefar AG, která má dosud provozovnu v Heidenu. Vysoce přesné textilie se dnes tkají také ze syntetických nití a používají se pro sítotisk a ve zdravotnictví.
Po ukončení vyšívání ve 20. letech 20. století vznikly osnovní pletárny a pletárny. Vyráběly trikot a žerzej, které byly žádané pro moderní oděvy. Společnost Media AG se proslavila zejména výrobou nylonových punčoch, které se staly módními v 50. letech 20. století. V roce 1988 se v třísměnném provozu vyrábělo denně 14 000 párů jemného punčochového zboží a 8 000 párů ostatního zboží. Poté se vedení společnosti pokusilo o přeorientování podniku, ale neuspělo. V roce 1993 společnost Media AG zkrachovala.
Jako středisko a turistické město má Heiden velké množství řemeslných podniků a podniků služeb. Se změnami nákupních zvyklostí od roku 2000 však maloobchod ztratil na rozmanitosti.
Od požáru obce v roce 1838 se silně rozvíjel cestovní ruch, který je stále významným zaměstnavatelem v regionu. Heiden byl a je známý svými syrovátkovými kúrami. 

## Doprava

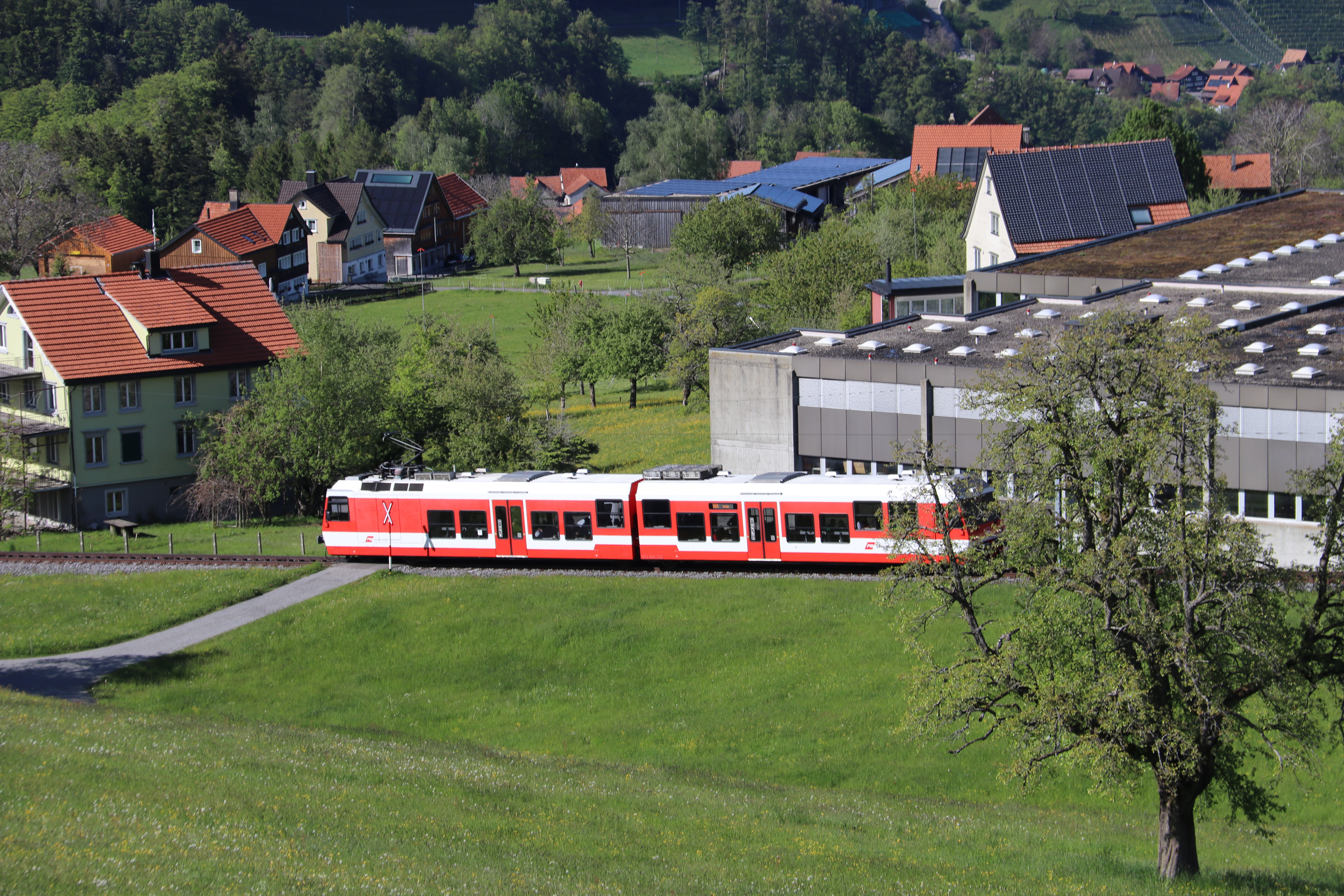
Vlak AB nedaleko Heidenu

Od roku 1850 byly na modernizovaných silnicích otevřeny spoje poštovních dostavníkových linek. První linka vedla přes Grub do St. Gallenu. Další spojení byla zřízena do Rheinecku, Trogenu, Obereggu a údolí Rýna. V roce 1875 spojila Rorschach-Heiden-Bergbahn (RHB), jediná ozubnicová železnice u Bodamského jezera, Heiden se švýcarskou železniční sítí v Rorschachu. Díky otevření horské železnice Rorschach–Heiden v roce 1875 nyní do Heidenu přijížděli i jednodenní turisté. Zubačka vede 300 metrů od Bodamského jezera do Heidenu. Dnes tato trať patří pod společnost Appenzeller Bahnen (AB).
Od roku 1906 nahradil koňské povozy poštovní autobus. V roce 1920 byly v Heidenu zavedeny první spoje poštovního autobusu. Dnes jezdí jedenáct různých linek z centra městečka do okolních obcí v podhůří, jako jsou Rheineck, Walzenhausen, St. Margrethen, Heerbrugg, Altstätten, Trogen a Wald; do St. Gallenu jezdí dvě různé linky Postbusu.

## Osobnosti
- Henri Dunant (1828–1910), zakladatel Mezinárodního červeného kříže, poslední léta prožil a zemřel v Heidenu
- Heinrich von Herzogenberg (1843–1900), rakouský hudební skladatel, pobýval v místních lázních
- Ruth Westheimerová (* 1928), americká komička a herečka, za 2. světové války byla internována v Heidenu